# Place Eugène-Sue
Pour les articles homonymes, voir Sue.
La place Eugène-Sue est un carrefour routier de la commune de Suresnes, dans le département français des Hauts-de-Seine.

## Situation et accès
Elle forme le point de rencontre entre la rue Jean-Jacques-Rousseau, la rue Chevreul, la rue de Saint-Cloud, la rue des Meuniers et la rue de la République,,.

## Origine du nom
Cette rue tient son nom de l'écrivain Eugène Sue, dont le père, le chirurgien Jean-Joseph Sue (1760-1830) et avant lui son propre père, l'anatomiste Jean-Joseph Sue, dit Sue de la Charité, possédaient une propriété à proximité. Trois générations de la famille s'y sont succédé, et le célèbre homme de lettres y résida chez ses grands-parents durant sa jeunesse.

## Historique

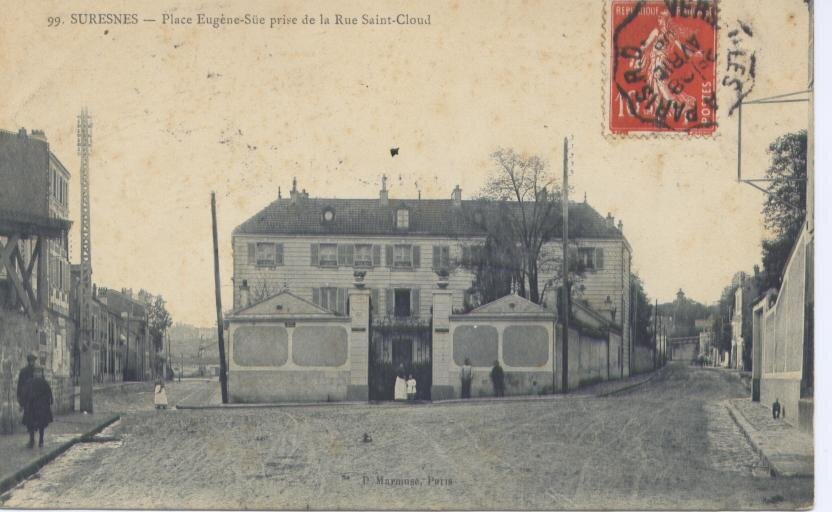
La place Eugène-Sue vue de la rue de Saint-Cloud sur une carte postale ancienne.

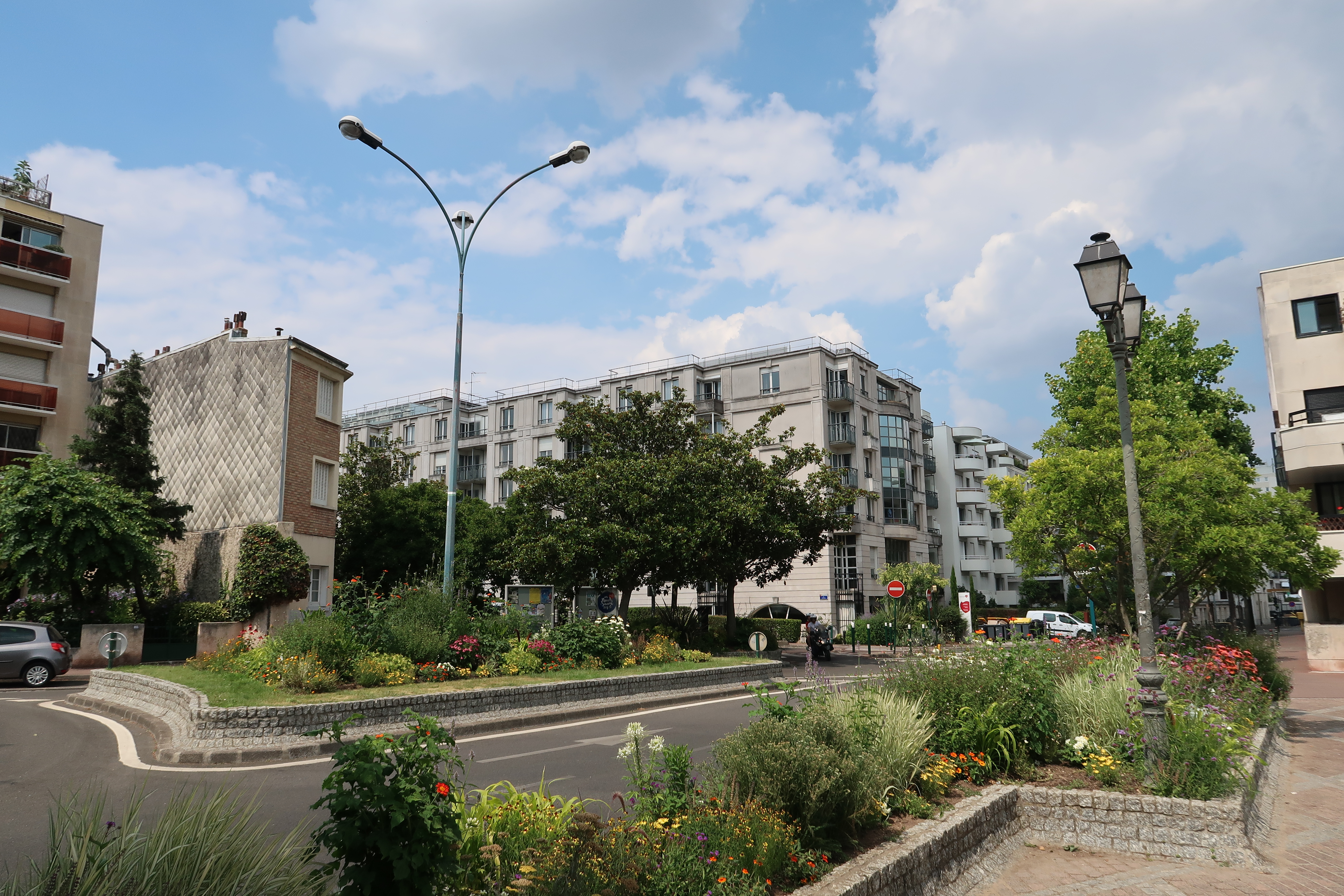
Au croisement de la rue de Saint-Cloud et de la rue Chevreul de nos jours.

La place s'appela autrefois « carrefour de la rue des Meunier » et « carrefour de la Croix-du-Coin », lieu-dit mentionné dès 1669. Les plans de cette époque indiquent en effet la présence d'une croix à cette intersection.
La propriété dans laquelle habitait le père de l'écrivain lui est transmise le 13 août 1793 par ses propres parents, Jean-Joseph Sue, dit Sue de la Charité, et Jeanne-Angélique Martin. En 1784, le chirurgien Sue compte déjà parmi les figures les plus imposées fiscalement de Suresnes. En 1791, sous la Révolution, a lieu un recensement des aristocrates et bourgeois de la commune : le foyer Sue compte alors trois personnes et deux domestiques. En 1793, sous la Terreur, un Comité de surveillance est créé, qui pose des scellés chez le chirurgien Sue ; cette suspicion ne dure pas, eu égard à son investissement dans la Société populaire locale. En 1798, à l'instar d'autres Suresnois déplorant la saleté des rues, Sue se plaint de ne pas pouvoir circuler autour de sa maison, les routes étant « encombré[e]s de gadoues et de fumier ». À la fin du Directoire, l'homme de sciences défend l'idée que les « bains de vendanges » pouvaient soigner les rhumatismes, réalisés à partir de la production directement sortie des pressoirs de cette commune viticole qu'était alors Suresnes ; l'expérience n'est pas concluante. En 1801, le préfet de police demande un recensement des maisons appartenant aux bourgeois de Suresnes ; le maire François Bougault lui donne neuf noms, dont celui du chirurgien Sue.
La propriété passe ensuite dans les mains de Jullien de Courcelles et Étiennette de Picot-Delamotte, le 26 décembre 1807, puis Jacques-Antoine-Louis de Jerphanion, curé de l'église de la Madeleine (Paris), en juillet 1813. Il y meurt le 15 juin 1823, et la propriété est transmise à son légataire universel, son neveu André-Marie-Jules de Jerphanion. Elle a de nos jours disparu.
Comme de nombreuses voies alentour, la place est inondée lors de la crue de la Seine de 1910.

## Bâtiments remarquables et lieux de mémoire
- Les frères Henri et Maurice Farman y établissent une usine d'aviation pendant la Première Guerre mondiale, dans l'ancienne propriété de la famille de l'écrivain. Dans la ville industrielle qu'est alors devenue Suresnes, il faut aussi compter sur Blériot, qui aménage son usine près de la Seine également lors du conflit[16],[17].
- Entrée principale du parc du Château, jardin désormais public qui faisait autrefois partie d'une propriété aristocratique puis d'une maison de santé[2],[18].

## Pour approfondir